# HMAS Adelaide (L01)
Pour les autres navires du même nom, voir HMAS Adelaide.
Le HMAS Adelaide (L01) est le second navire de la sous-classe Canberra, constituée de deux Landing Helicopter Dock (LHD) de la classe Juan Carlos I. En service dans la marine royale australienne, il est stationné à la base navale de Kuttabul à Port Jackson (Sydney).

## Histoire
La conception de la classe Canberra est basée sur celle de la classe Juan Carlos I de la marine espagnole, il s'agit selon la liste des codes des immatriculations des navires de l'US Navy, d'un Landing Helicopter Dock, Landing Ship Dock, Landing Helicopter Assault et Landing Platform Dock construit en un exemplaire pour la marine espagnole (Armada Española). Il dispose donc des caractéristiques d'un porte-hélicoptères, d'un amphibie (embarcations et porte de débarquement), d'un porte-avions capable de mettre en œuvre des ADAC/ADAV, mais non des avions conventionnels car il ne dispose ni de catapulte, ni de brin d'arrêt.
Il peut transporter 1 046 hommes de troupe avec leur équipement. Il possède deux ponts distincts ; l'un de 1 880 m2, l'autre de 1 410 m2 pouvant accueillir 110 véhicules. Il peut aussi transporter 4 LCM-1E ou 12 chars M1 Abrams. Le pont d'envol peut accueillir six hélicoptères NH90 ou quatre CH-47 Chinook ; huit SH-60 Seawak de lutte anti-sous-marine pourront être stockés dans le hangar de pont.

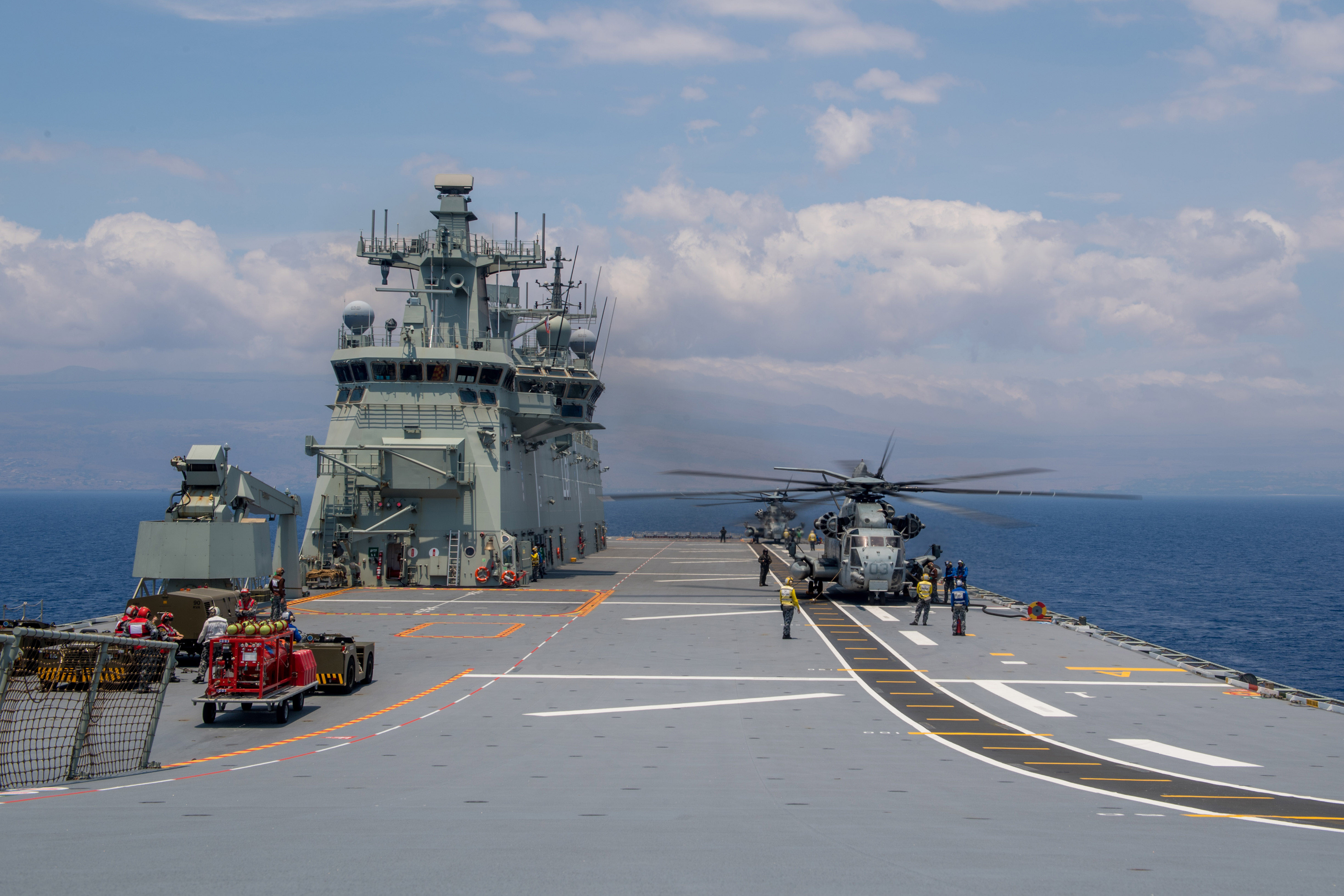
En 2018 son pont d'envol lors de RIMPAC, exercice naval.

À la suite de l'éruption du Hunga Tonga le 14 janvier 2022, le HMAS Adelaide est envoyé aux Tonga afin d'y apporter de l'aide humanitaire. Durant sa mission, le navire est victime d'une panne d'alimentation généralisée, rendant les conditions de vie à bord très difficiles pendant plusieurs jours. À cela, s'ajoute alors une épidémie de covid-19, le nombre de cas explosant en quelques jours.

### Note et référence
1. ↑  (en) Andrew Greene, « HMAS Adelaide suffers power failure during Tongan mission after volcanic eruption », ABC News,‎ 1er février 2022 (lire en ligne).

- (en) Cet article est partiellement ou en totalité issu de l’article de Wikipédia en anglais intitulé « HMAS Adelaide (L01) » (voir la liste des auteurs).